# ISeries Navigator
iSeries Navigator is een programma van IBM dat een grafische gebruikersinterface biedt voor beheertaken op een IBM E-Server iSeries. Het product werd in het verleden Operations Navigator genoemd en verving het product PC Support dat voorheen de toegang vanuit pc's naar de (toen nog) AS/400 regelde.
iSeries Navigator is in Java geschreven, wat het geschikt maakt om op verschillende besturingssystemen te worden uitgevoerd. OS/400, het besturingssysteem van de E-Server iSeries, omvat zelf geen grafische interface.
Het belang van iSeries Navigator voor het beheer van de server is in de loop van de jaren enorm toegenomen. Inmiddels bevat het diverse functies die via de aloude 5250-gebruikersinterface niet beschikbaar zijn. Door veel beheerders wordt iSeries Navigator echter eerder als lastig ervaren.